# Championnat de Biélorussie de football de deuxième division
La Première ligue du championnat biélorusse de football (en biélorusse : Першая ліга чэмпіянату Беларусі па футболе), aussi abrégé en Première ligue (« Першая ліга »), est une compétition constituant la deuxième division du football professionnel biélorusse. Elle a été fondée en 1992 dans la foulée de la disparition de l'Union soviétique et de l'organisation subséquente du football biélorusse indépendant.
Ayant toujours adopté un format à poule unique, le championnat comprend durant son histoire entre treize et seize équipes par saison. À l'issue d'une saison de championnat, les deux premiers au classement sont promus en première division biélorusse, tandis que le troisième dispute un barrage de promotion contre le quatorzième de l'échelon supérieur. Dans le même temps, le dernier au classement est relégué au troisième échelon.
L'actuel tenant du titre est le FK Arsenal Dziarjynsk, . Le Belchina Babrouïsk est quant à lui le plus titré avec quatre victoires depuis la création de la compétition.

## Histoire
La première édition de la deuxième division biélorusse prend place en 1992, la saison démarrant à la mi-avril pour se terminer deux mois plus tard à la mi-juin. Cette première édition compte seize équipes exclusivement issues de l'ancien championnat de la RSS de Biélorussie, à l'exception de l'équipe réserve du Dinamo Minsk, le Dinamo-2. C'est par ailleurs cette dernière équipe qui remporte la première édition du championnat à l'issue d'un barrage face au Chinnik Babrouïsk et devient le premier club promu au premier échelon.
Après la fin de cette première édition, la fédération biélorusse décide rapidement de passer d'un calendrier « printemps-automne » sur une année à un format « automne-printemps » à cheval sur deux années civiles similaire à la plupart des championnats d'Europe de l'Ouest. Mis en place lors de la saison 1992-1993, ce format est finalement abandonné à l'issue de la 1994-1995 pour revenir à un calendrier sur une seule année civile.
Le nombre d'équipes participantes varie régulièrement, allant généralement de quatorze à seize équipes participantes, avec l'exception de la saison 1996 qui ne voit que treize clubs prendre part à la deuxième division.
Club le plus titré, le Belchina Babrouïsk est la seule équipe à avoir remportée la compétition à quatre reprises en 1993, 2005, 2009 et 2019. Deux autres clubs ont quant à eux remporté le championnat à trois reprises : le FK Homiel (1997, 2010 et 2016) et le Slavia Mazyr (1995, 2011 et 2018).

## Palmarès
| Saison    | Clubs | Champion               | Autre(s) promu(s)                    |
| --------- | ----- | ---------------------- | ------------------------------------ |
| 1992      | 16    | Dinamo-2 Minsk         | –                                    |
| 1992-1993 | 16    | Chinnik Babrouïsk      | –                                    |
| 1993-1994 | 15    | Obouvchtchik Lida      | –                                    |
| 1994-1995 | 16    | MPKC Mazyr             | Ataka-Aura Minsk                     |
| 1995      | 15    | Naftan Novopolotsk     | –                                    |
| 1996      | 13    | Transmach Mahiliow     | Kommounalnik Slonim                  |
| 1997      | 16    | FK Homiel              | BATE Borisov                         |
| 1998      | 16    | FK Lida (2)            | Svislatch-Dakh Assipovitchy          |
| 1999      | 16    | Kommounalnik Slonim    | Vedritch-97 Retchytsa                |
| 2000      | 16    | FK Maladetchna         | –                                    |
| 2001      | 15    | Torpedo Jodzina        | Zorka-VA-BDU Minsk                   |
| 2002      | 16    | Daryda Minsk Rayon     | Lokomotiv Minsk Naftan Novopolotsk   |
| 2003      | 16    | Lokomotiv Vitebsk      | MTZ-RIPO Minsk                       |
| 2004      | 16    | Lokomotiv Minsk        | –                                    |
| 2005      | 16    | Belchina Babrouïsk (2) | Lokomotiv Vitebsk                    |
| 2006      | 14    | FK Minsk               | FK Smarhon                           |
| 2007      | 14    | Savit Mahiliow         | Granit Mikachevitchy Lokomotiv Minsk |
| 2008      | 14    | FK Minsk (2)           | –                                    |
| 2009      | 14    | Belchina Babrouïsk (3) | –                                    |
| 2010      | 16    | FK Homiel (2)          | –                                    |
| 2011      | 16    | Slavia Mazyr (2)       | –                                    |
| 2012      | 15    | Dniepr Mahiliow        | –                                    |
| 2013      | 16    | FK Sloutsk             | –                                    |
| 2014      | 16    | Granit Mikachevitchy   | Slavia Mazyr FK Vitebsk              |
| 2015      | 16    | Isloch Minsk Raion     | FK Haradzeïa Krumkachy Minsk         |
| 2016      | 14    | FK Homiel (3)          | Dniepr Mahiliow                      |
| 2017      | 16    | Luch Minsk             | Smaliavitchy STI Torpedo Minsk       |
| 2018      | 15    | Slavia Mazyr (3)       | Energetik-BDU Minsk                  |
| 2019      | 15    | Belchina Babrouïsk (4) | Rukh Brest FK Smaliavitchy           |
| 2020      | 14    | Spoutnik Retchytsa     | FK Homiel                            |
| 2021      | 12    | Arsenal Dziarjynsk     | Belchina Babrouïsk                   |
| 2022      | 13    | Naftan Novopolotsk     | FK Smarhon Maxline Rogachev (en)     |
| 2023      | 17    | Arsenal Dziarjynsk     | Dniepr Mahiliow FK Vitebsk           |
| 2024      | 18    | FK Maladetchna         | Maxline Vitebsk (en)                 |